# Aengdake
Aengdake is een bestuurslaag in het regentschap Sumenep van de provincie Oost-Java, Indonesië. Aengdake telt 3162 inwoners (volkstelling 2010).